# 4533 Orth
4533 Orth este un asteroid din centura principală, descoperit pe 7 martie 1986 de Carolyn Shoemaker.